# Daihao meizhoubao
Daihao meizhoubao (Codename Cougar, cinese semplificato: 代号美洲豹; cinese tradizionale: 代號美洲豹; pinyin: Dàiháo měizhōubào) è un film del 1989 diretto da Zhāng Yìmóu e Yang Fengliang.